# Dezember 1984
Portal Geschichte | Portal Biografien | Aktuelle Ereignisse | Jahreskalender | Tagesartikel

◄ |
19. Jahrhundert |
20. Jahrhundert
| 21. Jahrhundert

◄ |
1950er |
1960er |
1970er |
1980er
| 1990er | 2000er | 2010er | ►

◄ |
1980 |
1981 |
1982 |
1983 |
1984
| 1985 | 1986 | 1987 | 1988 | ►

◄ |
September 1984 |
Oktober 1984 |
November 1984 |
Dezember 1984 |
Januar 1985 |
Februar 1985 |
März 1985 |
►
Dieser Artikel behandelt aktuelle Nachrichten und Ereignisse im Dezember 1984.

## Tagesgeschehen

### Samstag, 1. Dezember 1984

Logo von 3sat

- München, Rheinland-Pfalz/Deutschland: Die Teilnehmer der Ludwigshafener und Münchner Pilotprojekte zum Empfang von TV- und Radiosignalen über Koaxialkabel können den Sendestart des Rundfunkprogramms 3sat mitverfolgen. Als einziges TV-Angebot des öffentlich-rechtlichen Rundfunks in Deutschland entsteht 3sat als Ko-Produktion des ZDF mit dem Österreichischen Rundfunk und dem Schweizer Fernsehen.[1]

### Sonntag, 2. Dezember 1984
- Bern/Schweiz: Mit einer Mehrheit von circa 85 % lehnen die Teilnehmer an einer Volksabstimmung die Volksinitiative „Für einen wirksamen Schutz der Mutterschaft“ ab, bei der eine Sozialversicherung u. a. alle Behandlungskosten decken sollte. Die Bundesbeschlüsse zur Notwendigkeit einer gesetzlichen Regelung für elektronische Medien sowie zur Änderung der Verfassung, um Opfern von Gewaltkriminalität besser zu helfen, nehmen die Stimmberechtigten an.[2]

### Montag, 3. Dezember 1984

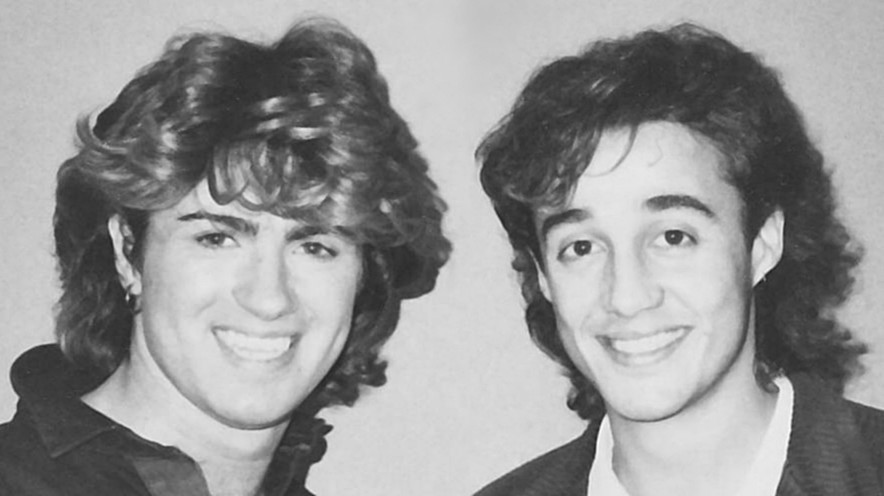
Wham!

- Baden-Baden/Deutschland: Die Single des Popsongs Last Christmas des britischen Duos Wham! steigt erstmals in die Musikcharts der Media Control ein. Das Werk handelt von einer gescheiterten Liebe.[3]
- Bhopal/Indien: Nach einer exothermen Reaktion steigen in der Nacht auf Montag aus einer Fabrik für Insektizide des Unternehmens Union Carbide India Ltd. mehrere Tonnen Methylisocyanat und Dimethylamin in die Luft. Dieser Vorfall bedeutet nach ersten Schätzungen für mehrere hunderttausend Menschen in der Umgebung ernste gesundheitliche Folgen von Blindheit über Organschäden bis Lähmung.[4]
- Warschau/Polen: Das Parlament, in das nur vorselektierte Kandidaten der Nationalen Einheitsfront unter Führung der Vereinigten Arbeiterpartei (PZPR) gewählt werden können, beschließt seine Selbstauflösung zum 31. August 1985. Die letzten Wahlen datieren aus dem Jahr 1980, die regulären Wahlen für 1984 sagte die PZPR ab.[5]

### Samstag, 8. Dezember 1984
- Hainburg/Österreich: Rund 5.000 Mitglieder der Umweltbewegung unternehmen eine Sternwanderung zur naturnahen Flussaue bei Hainburg an der Donau, um gegen die Errichtung eines Wasserkraftwerks zu protestieren. In dem Zoologen Konrad Lorenz fanden sie einen bekannten Unterstützer. Die anschließende Besetzung der Au soll die Rodung des Gebiets im Auftrag der Donaukraftwerke verhindern.[6]

### Sonntag, 9. Dezember 1984
- Stockholm/Schweden: Den so genannten „Alternativen Nobelpreis“ der Right-Livelihood-Award-Stiftung erhält in diesem Jahr u. a. Wangari Maathai für die Gründung der Grüngürtel-Bewegung. Die Organisation pflanzt Bäume, um die Entwaldung und die Erosion des Bodens in Kenia zu verlangsamen.[7]
- Tokio/Japan: Der Club Atlético Independiente aus Argentinien gewinnt das Spiel um den Fußball-Weltpokal für Vereinsmannschaften mit 1:0 gegen den Liverpool FC aus dem Vereinigten Königreich.[8]

### Montag, 10. Dezember 1984
- Stanford/Vereinigte Staaten: Eine Gruppe von Wissenschaftlern der Stanford University um den Informatiker Leonard Bosack möchte die digitale Vernetzung zwischen Forschungseinrichtungen verbessern und gründet zu diesem Zweck das Unternehmen Cisco Systems. Die Firma will Produkte für den Betrieb und das Management von Rechnernetzen entwickeln.[9]

### Mittwoch, 12. Dezember 1984
- Nouakchott/Mauretanien: Während der reguläre Präsident des nordafrikanischen Staats Mohamed Khouna Ould Haidalla im Ausland weilt, übernimmt der bis März amtierende Premierminister und Armeechef Maaouya Ould Sid’Ahmed Taya in einem unblutigen Putsch dessen höchstes Staatsamt. Der Chef des Generalstabs der Streitkräfte Frankreichs Jeannou Lacaze traf die neue politische und militärische Führungsfigur im Vorfeld des Putschs zu einem längeren Gespräch.[10]

### Freitag, 14. Dezember 1984
- La Paz/Bolivien: Vize-Präsident Jaime Paz Zamora, Mitbegründer der Bewegung der Revolutionären Linken (MIR), tritt von seinem Amt zurück und befreit damit die MIR von ihrer seit zwei Jahren währenden Regierungsverantwortung unter Präsident Hernán Siles Zuazo. Während die bolivianische Bevölkerung unter Hyperinflation leidet, beeinträchtigten in diesem Jahr auch mehrere Generalstreiks, zu denen Gewerkschaftsführer Juan Lechín Oquendo aufrief, das öffentliche Leben.[11]

### Dienstag, 18. Dezember 1984
- Oberammergau/Deutschland: Ein Bombenanschlag auf die Offiziersschule des Militärbündnisses NATO wird vereitelt. Als Urheber der geplanten Tat wird die Terrororganisation Rote Armee Fraktion angenommen.[12]

### Mittwoch, 19. Dezember 1984
- Peking/China: Ministerpräsident Zhao Ziyang und die Premierministerin des Vereinigten Königreichs Margaret Thatcher unterzeichnen eine Erklärung zu den Modalitäten der Rückkehr der britischen Kronkolonie Hongkong unter die Kontrolle des chinesischen Zentralstaats im Jahr 1997. Es wird die Formel „Ein Land, zwei Systeme“ vereinbart, die umschreibt, dass die kommunistische politische Führung der Volksrepublik dem Gebiet Hongkong eine nicht-kommunistische Wirtschaftsweise und weitreichenden Liberalismus gewähren muss.[13]
- Washington, D.C./Vereinigte Staaten: Die Vereinigten Staaten erklären offiziell ihren Austritt aus der Organisation für Erziehung, Wissenschaft und Kultur der Vereinten Nationen (UNESCO), den sie bereits vor mehreren Monaten ankündigten. Als Grund für das Ausscheiden gibt das Land an, dass die UNESCO politisch immer weiter nach links rücke und dass sie in der Folge die politischen Ansichten der am meisten Geld an sie überweisenden Länder kaum noch berücksichtige.[14][15]

### Donnerstag, 20. Dezember 1984
- Burao/Somalia: Als Antwort auf die militärischen Aktivitäten im Namen der  Somalischen Nationalen Bewegung (SNM), welche Somalilands Unabhängigkeit von Somalia herstellen will, richten die Streitkräfte Somalias 41 Zivilisten hin, die ein Gericht der Zusammenarbeit mit der SNM für schuldig befand.[16]

### Samstag, 22. Dezember 1984
- Singapur/Singapur: Bei der Parlamentswahl gewinnt die Volksaktionspartei (PAP) 77 der 79 Sitze im Parlament. Zum ersten Mal seit der Wahl 1963 entfallen nicht alle Mandate auf die PAP, sondern auch jeweils eines auf die Demokratische Partei und auf die Partei der Arbeiter.[17]

### Freitag, 28. Dezember 1984
- Neu-Delhi/Indien: Bei der ersten Wahl zum Abgeordnetenhaus nach der Ermordung der Premierministerin Indira Gandhi von der Partei Indischer Nationalkongress (INC) erhält der INC 404 von 514 Sitzen im Parlament. Damit bleibt Rajiv Gandhi, der Sohn der ermordeten Premierministerin, im Amt des Regierungschefs, das er seit Oktober ausübt. Ihm stellen sich mit dem Assam-Konflikt und der von Sikhs betriebenen Abspaltung eines Teils des Bundesstaats Punjab zwei drängende innenpolitische Probleme.[18][19]

### Montag, 31. Dezember 1984
- Cachar/Indien: Bei einem Erdbeben der Stärke 6,0 Mw mit Epizentrum nahe der Kleinstadt Lakhipur kommen im Bundesstaat Assam an der Grenze zu Bangladesch circa 20 Menschen ums Leben und mehr als 100 weitere werden verletzt. Die Bausubstanz der Gegend wird schwer beschädigt, etwa 10.000 Menschen verlieren ihr Obdach.[20]